# Polskie Towarzystwo Medycyny Paliatywnej
Polskie Towarzystwo Medycyny Paliatywnej (PTMP) – lekarskie towarzystwo naukowe, którego celem jest propagowanie badań naukowych z zakresu medycyny paliatywnej, angażowanie w tę pracę społeczności lekarskiej, wdrażanie programów zdrowotnych dotyczących opieki paliatywnej, a także rozpowszechnianie wiedzy na temat standardów postępowania w tej dziedzinie.
Towarzystwo bierze udział w organizowaniu szkoleń dla przedstawicieli zawodów medycznych w zakresie medycyny paliatywnej i współuczestniczy w prowadzeniu specjalizacji lekarzy. Zajmuje się także wydawaniem piśmiennictwa dotyczącego medycyny paliatywnej (kwartalnik Medycyna Paliatywna od roku 2009), organizuje sympozja i konferencje naukowe, współpracuje z towarzystwami i organizacjami naukowymi w Polsce i za granicą zajmującymi się pokrewnymi dziedzinami.